# شوشانیک مانوچاریانتس
شوشانیک مکرتچی انوچاریانتس (ارمنی: Շուշանիկ Մկրտչի Մանուչարյանց؛  زادهٔ ۱۸۸۹ - درگذشته ۱۹۶۹) انقلابی، سیاستمدار اهل ارمنستان بود.

## زندگی‌نامه
وی در ۱۸۸۹ در استاوروپول به دنیا آمد . همچنین برندهٔ جوایزی همچون نشان پرچم سرخ کار شده‌است. وی در ۱۹۶۹ در سن ۸۰ سالگی در مسکو درگذشت.